# 八草の滝
八草の滝（はそのたき）は、和歌山県 西牟婁郡白浜町の大塔日置川県立自然公園内にあり、日本の滝百選に選ばれた。

## 概要
滝は、日置川峡の近くにある直瀑で品瀬川滝とも呼ばれてきた。かつては熊野街道の脇道として人々が滝の下を通っていたという。

## アクセス
和歌山県道37号日置川大塔線の久木橋（日置川峡）から東へ約700mの所に、小さな展望所がある。